# Moduł (mechanika)
Moduł sprężystości (też: współczynnik sprężystości) – iloraz wartości naprężenia do odkształcenia sprężystego, spowodowanego przez to naprężenie. Jednostka: paskal (Pa).
Wyróżnia się:
- moduł Younga – współczynnik sprężystości wzdłużnej
- moduł Kirchhoffa – współczynnik sprężystości poprzecznej
- moduł sprężystości objętościowej – współczynnik sprężystości